# Pandemický zákon
Pandemický zákon je zákon poskytující právní rámec buď obecně k řešení pandemických situací, či konkrétně pandemie covidu-19.

## Český pandemický zákon
V České republice byl 26. února 2021 přijat pandemický zákon, plným názvem zákon č. 94/2021 Sb., o mimořádných opatřeních při epidemii onemocnění COVID-19, který měl posloužit k nahrazení nouzového stavu během pandemie covidu-19 a poskytnout vládě a ministerstvu zdravotnictví rozšířené pravomoci k řešení pandemické situace. Zákon byl schválen s účinností na jeden rok, do 28. února 2022. Restrikce podle této úpravy jsou vázané na tzv. „stav pandemické pohotovosti“, při kterém Ministerstvo zdravotnictví a krajské hygienické stanice mohou vyhlašovat mimořádná opatření.
Stav pandemické pohotovosti byl automaticky vyhlášen dnem účinnosti zákona, se zmocněním Poslanecké sněmovny tento stav předčasně ukončit nebo poté znovu obnovit.

### Zdůvodnění zákona
Ústavní soud rozhodl, že protiepidemická opatření musí být řádně zdůvodněna a kompenzována. Poněvadž nouzový stav v ČR měl oficiálně skončit 22. února a byl opět prodloužen do nejpozději 27. března 2021, pandemický zákon byl schválen urychleným procesem, aby mohl vstoupit v platnost tak, aby nenastalo období, kdy nebudou žádná omezení.
Podle původního plánu neměl být zároveň nutný nouzový stav. Vláda však schválila vyhlášení nového nouzového stavu, který platil od 27. února do 28. března. Potřebu obou opatření zároveň zdůvodnila jednou z nejhorších situací v Evropě.

### Příprava a přijetí zákona
První návrh posílení pravomocí ministerstva zdravotnictví formou novely zákona o ochraně veřejného zdraví připravilo ministerstvo zdravotnictví a 4. května 2020 jej předložilo vládě. Ta však projednávání přerušila a zvažovala místo toho novelu ústavního zákona o bezpečnosti České republiky. Ministr zdravotnictví Adam Vojtěch poté svůj návrh upravil tak, aby rozhodování ministerstva potvrzovala i celá vláda. Dne 7. května 2020 vláda schválila návrh pandemického zákona a předložila jej Poslanecké sněmovně ke zrychlenému projednání. Měl poskytnout právní rámec po skončení nouzového stavu, který byl vyhlášen vládou 12. března 2020 a posléze prodloužen Sněmovnou do 17. května. Návrh zákona však ve Sněmovně uvázl a nebyl projednán. V únoru 2021 vláda tento návrh zákona vzala zpět poté, co byl schválen nový návrh pandemického zákona.
Nový návrh zákona připravený vládou v únoru 2021 schválila dolní komora parlamentu, Senát pak prosadil významné změny z původního vládního návrhu. Dne 26. února 2021 upravený senátní návrh prošel Poslaneckou sněmovnou, ještě téhož dne zákon podepsal prezident Zeman a také vstoupil v platnost publikací ve Sbírce zákonů, s tím, že účinnosti nabývá hned následujícího dne. Nový zákon je tak účinný od 27. února 2021.

### Obsah zákona
Zákon zavedl vysoké pokuty za přestupky (§ 10–12) a značné pravomoce pro hygienu. Zákon umožňuje resortu Ministerstva zdravotnictví či hygienickým stanicím prostřednictvím mimořádných opatření uzavírat obchody, služby, různé provozy, ale také volnočasové aktivity i veřejné a soukromé akce, a to jak plošně, tak regionálně (§ 2–8). Řeší také otázku odškodňování firem a kompenzací pro lidi, na jejichž živobytí dopadla opatření pro zamezení šíření koronaviru. Podle schváleného zákona bude stát povinen nahradit společnostem i fyzickým osobám ovšem jen skutečnou škodu způsobenou opatřeními a nikoli ušlý zisk (§ 9). Nevztahuje se to také na náklady za nákup ochranných prostředků. Možnost odškodnění podnikatelů nebo firem do vládní předlohy prosadila opozice vlády ČR, která prosadila také pravidla soudního přezkumu mimořádných opatření k omezení šíření epidemie koronaviru (§ 13). Pandemický zákon rovněž nepřímo novelizuje trestní zákoník, kdy hrozí vyšší tresty jen tehdy, pokud je trestným činem poškozen či ohrožen zájem společnosti na zvládání epidemie (§ 14).

## Pandemické zákony ve světě

### Německo
Právní rámec pro řešení epidemických situací v Německu dává zákon o potírání infekčních chorob (Infektionsschutzgesetz, IfSG), na základě něhož mohou státní orgány omezit některá práva obyvatel. Dne 25. března 2020 přijal Německý spolkový sněm pandemický zákon, resp. zákon o ochraně obyvatelstva v epidemické situaci vnitrostátního rozsahu (Gesetz zum Schutz der Bevölkerung bei einer epidemischen Lage von nationaler Tragweite), který poskytl federální vládě na dobu jednoho roku pravomoce např. k nákupu léků či kontrolám na hranicích. V polovině května přijal druhý takovýto pandemický zákon (Zweites Gesetz zum Schutz der Bevölkerung bei einer epidemischen Lage von nationaler Tragweite) pro zajištění větší kapacity k testování, dodatečných odměn pro ošetřovatelský personál či pro tzv. kurzarbeit. Dne 18. listopadu 2020 Spolkový sněm přijal novelu zákona o potírání infekčních chorob spolu s třetím pandemickým zákonem.

### Rakousko
Vláda Sebastiana Kurze přijala v březnu 2020 pandemický zákon označený jako COVID-19 Gesetz, který nastavil pravidla pro boj proti šíření covidu-19 a poskytl právní rámec pro všechny klíčové oblasti fungování státu během pandemie.